# Реоенцефалографія
Реоенцефалографія — метод реєстрації змін електричного опору головного мозку та м'яких тканин черепа під час проходження через них слабкого змінного струму високої частоти.